# Incêndio no metrô de Daegu
O Incêndio no Metrô de Daegu foi um ato de incêndio criminoso que ocorreu em 2003 e matou cento e noventa e duas pessoas e feriu mais de cento e cinquenta e umas delas.

## Ataque
No trem 1079, Kim Dae-Han, um motorista de táxi desempregado, começou a mexer com um isqueiro afastando os outros passageiros que tentavam o impedir. Na confusão, umas das substâncias inflamáveis que estavam dentro de uma caixa de leite próxima derramou e explodiu em chamas. Kim, com suas costas e pernas em fogo, conseguiu escapar junto com muitos passageiros no trem 1079, mas em minutos, o fogo já tinha se espalhado para os seis vagões. O fogo se espalhou rapidamente por causa do alumínio e do vinil e materiais plásticos em almofadas de assento e alças de cinta e emplaca de plástico pesado no chão, produzindo fumaça grossa enquanto queimava. O operador do trem 1080, Choi Sang-yeol, escapou sem abrir as portas dos vagões, o que contribuiu para as mortes dos passageiros. Choi disse para a polícia que tirou a chave ao escapar, "pensando que os passageiros tinham saído e fugido" dos vagões, embora soubesse que as portas fecham automaticamente quando se tira este dispositivo de controle. Após várias horas de luta contra as chamas, a fumaça e os gases tóxicos do incêndio, as equipes de resgate descobriram que quatro dos seis vagões do trem conduzido por Choi estavam com as portas fechadas e, por isso, os passageiros ficaram presos.

## Vítimas
A intensidade do incêndio deixou difícil para verificar o total de número de vítimas, exigindo um exame de DNA devido ao grau de carbonização para identifica-las. Dos corpos, cento e oitenta e cinco foram identificadas; seis delas inicialmente não eram possíveis de ser identificadas, dos quais três foram identificadas com DNA.
A maioria das vítimas eram estudantes ou mulheres jovens que trabalhavam em lojas de departamentos no centro da cidade. Muitos puderam contatar pessoas queridas em seus celulares e móveis. Operadores de telefone liberaram conexão de chamada e tentaram registros para ajudar as autoridades a determinar quem estava na estação.

## Resultado
Em 26 de fevereiro, as autoridades prenderam Kim Dae-Han, que escapou para o hospital para receber tratamento.
Choi e outros sete funcionários foram presos e acusados de negligência, além de deter os acusados, a polícia confiscou documentos, vídeos e fitas da empresa Metrô Metropolitano Daegu, segundo informações de autoridades da área de transportes. As autoridades disseram investigar a possibilidade de a empresa ter tentado esconder provas relacionadas com o incêndio.
Em 7 de agosto, o tribunal do distrito de Daegu condenou Choi Sang-yeol, operador do trem 1080, e Choi Jeong-hwan, operador do trem 1079, condenando-os a prisão por cinco e quatro anos, respectivamente, por negligência criminal.
Kim Dae-han foi condenado por incêndio criminoso e homicídio. Embora os promotores e as famílias das vítimas tenham pressionado a pena de morte, o tribunal o condenou em prisão perpétua por causa de seu remorso e instabilidade mental. Kim morreu na prisão em 31 de agosto de 2004, na cidade de Jinju, onde havia recebido tratamento médico.